# Giuseppe Bozzalla
Giuseppe Bozzalla, né le 2 mars 1874 à Biella et mort le 14 février 1958 à Pollone, est un peintre italien.

## Biographie
Giuseppe Bozzalla est né le 2 mars 1874 à Biella.
Il signe "G. Bozzalla"

## Œuvres
- Fra i cespugli[3]